# Гари Нюман
Гари Нюман (на английски: Gary Numan, роден като Гари Антъни Джеймс Уеб на 8 март 1958 г.) е английски певец, композитор, музикант и електропоп пионер. Гари Нюман е първата звезда на електропоп сцената от края на 70-те години на 20 век.